# Opensolaris
Opensolaris, i marknadsföring skrivet OpenSolaris, var ett operativsystem med öppen källkod. Den innehöll delar av koden från Solaris från Sun Microsystems. Efter Oracles köp av Sun Microsystems lades projektet ned. Opensolaris var licensierat under CDDL (till skillnad från exempelvis Linux som hanteras under GNU GPL). Opensolaris var baserad på UNIX System V vilket inget annat operativsystem med öppen källkod är.

## Distributioner
Det finns flera distributioner byggt med Opensolaris källkod som kompletterar kärnan med annan mjukvara. På så sätt erhålles ett komplett operativsystem, med alla de verktyg som behövs för att kärnan ska komma till nytta för användaren. Några av Opensolaris-distributionerna är bland andra Belenix, Nexenta OS (GNU/Opensolaris-distribution baserad på Ubuntu), Martux. Nexenta och Schillix.
Innan Oracle flyttade den centrala utvecklingen av Opensolaris bakom stängda dörrar, bestämde sig en grupp av före detta Opensolaris-utvecklare att skapa en "gaffel" av kärnprogramvara, och utveckling av ett Opensolarisbaserat operativsystem fortsätter under ett gemensamt projekt kallat Illumos. Illumos-stiftelsen syftar till att fortsätta utveckla och distribuera Opensolarisbaserade operativsystem.